# Contele de Monte-Cristo
Contele de Monte-Cristo (în franceză Le Comte de Monte-Cristo) este un roman publicat în anul 1844 de scriitorul francez Alexandre Dumas tatăl. Romanul povestește viața lui Édmond Dantes care a fost închis, fiind considerat informator al „Uzurpatorului” (Napoleon Bonaparte). A fost arestat de către autorități chiar în ziua logodnei sale cu Mércedes și dus la închisoarea din satul său, urmând ca apoi să fie judecat de către procurorul de Villefort.

## Rezumat
Pe drum spre Marsilia, la dorința căpitanului ce tocmai își dădea sfârșitul, Edmond Dantes preia din Elba o scrisoare a lui Napoleon către un bonapartist din Paris, Noirtier de Villefort. Odată ajuns în port, domnul Morrel, armatorul ce deținea nava "Faraonul", pe care lucra Edmond ca secund, îi oferă tânărului marinar  slujba de căpitan. Acest act produce o mare neliniște din partea unui contabil aflat  pe vas, Danglars, care îl invidia și ura pe Edmond. Dantes mulțumește domnului Morrel pentru slujbă, după care se duce să-și viziteze tatăl și pe minunata sa logodnică Mercédès, ce locuia în satul de pescari al catalanilor. Ca urmare a denunțului lui Danglars si a lui Fernand Mondego, un catalan ce o iubea pe Mercédès, Edmond e arestat ca informator, judecat de către procurorul de Villefort, fiul lui Noirtier, si închis  la Chateau d'If pentru 14 ani. Acolo se împrietenește cu abatele Faria, care-i lasă ca moștenire secretul comorii familiei Spada, ascunsă pe insula Monte-Cristo. După ce evadează, cu o înfățișare nouă, conferită de bogăție și de marea cultură pe care o căpătase sub îndrumarea lui Faria, Edmond se întoarce pentru a se răzbuna, devenind astfel Contele Insulei pustii și muntoase Monte Cristo.

## Personaje
Edmond Dantès și pseudonimele sale
- Edmond Dantès (n. 1796) — Inițial un marinar tânăr, apreciat și fără experiență, dar nu și în profesia lui, unde dă dovada de sârguință și pricepere. Soarta pare a-i surâde, are o logodnică, pe frumoasa Mercédès, și îl așteaptă o promovare la gradul de căpitan de vas. După transformarea sa în contele de Monte-Cristo, numele său real este înlocuit de multe pseudonime.
- Numărul 34 — La începutul perioadei în care Edmond Dantès stă în pușcărie, guvernatorul temniței Château d'If este înlocuit. Noul guvernator nu învață numele pușcăriașilor, ci li se adresează după numărul celulei, așadar Edmond Dantès este numit adesea numărul 34.
- Contele de Monte-Cristo — Contele de Monte-Cristo este persoana în care Edmond se metamorfozează când evadează și sub înfățișarea căruia se răzbună.
- Lord Wilmore — Un alt nume fals al lui Edmond
- Sinbad Marinarul — Un pseudonim al lui Edmond Dantès
- Abatele Busoni — Un nume fals pe care și-l atribuie Edmond Dantès

Alte personaje
- Mercédès —  Logodnica lui Edmond Dantès.
- Abatele Faria —  Un preot bătrân considerat nebun de temnicerii din închisoarea Château d'If, care îl învață pe Edmond Dantes foarte multe lucruri. Datorită acestuia Dantes capătă enormele bogații din insula Monte-Cristo.
- Morrel — Armator la care era angajat Edmond.
- Danglars —  Dușman de moarte al lui Dantes, ajută la scrierea scrisorii prin care Edmond este acuzat de trădare.
- Fernand (Mai apoi numitul Conte de Morcerf) — Ruda (mai apoi soțul) lui Mercédès și dușmanul de moarte al lui Dantès, împreună cu Danglars si Carderousse trimit o scrisoare prin care Edmond este acuzat de bonapartism).
- Villefort — procurorul general care a contribuit la arestarea lui Edmond Dantes, pentru a apăra interesele tatălui sau Noirtier Villefort).
- Carderousse — vecin al lui Dantès, contribuie la scrisoarea care il acuza pe Edmond.

## Literatură
- Dumas, Alexandre, Contele de Monte Cristo (6 vol.), tradus de Gellu Naum, București, 1985: Editura MINERVA, Colecția Biblioteca pentru toți, p. 220; 302; 301; 287; 288; 287